# Southall
Southall är en ort i Storbritannien.   Den ligger i grevskapet Greater London och riksdelen England, i den södra delen av landet, 17 km väster om huvudstaden London. Southall ligger 35 meter över havet och antalet invånare är 70 000.
Terrängen runt Southall är platt. Runt Southall är det mycket tätbefolkat, med 3 022 invånare per kvadratkilometer. Närmaste större samhälle är London, 17,0 km öster om Southall. Runt Southall är det i huvudsak tätbebyggt.